# Roc de Cuzeau
Le roc de Cuzeau est un sommet des monts Dore dans le Massif central.

## Géographie

### Situation
Le roc de Cuzeau se trouve dans le département du Puy-de-Dôme, entre les localités de Chambon-sur-Lac et de Mont-Dore, au nord-est du puy de Sancy, et entre le puy des Crebasses et le col de la Croix Saint-Robert.

### Géologie
Le trachyte constitue le sous-sol du roc de Cuzeau, entouré de brèches et de dépôts incohérents. Les cavités présentes dans le trachyte gris de Cuzeau renferment des lamelles de mica de couleur bronze.
Des éboulis occupent une zone de pente interrompue au nord.

## Activités

### Protection environnementale
Le roc de Cuzeau est inclus dans le site Natura 2000 « Monts Dore » et est répertoriée en ZNIEFF de type 2 « Monts Dore », ainsi que dans la ZNIEFF de type 1 « Haute vallée de la Dordogne ».

### Alpinisme et escalade
L'arête ouest, se prêtant à l'alpinisme, est accessible lorsqu'il y a une bonne couverture neigeuse, avec une descente vers la droite du sommet à travers des pentes de 30 à 35 degrés. La face ouest propose plusieurs itinéraires mixtes de différentes difficultés situés directement sous le sommet. Le retour s'effectue en suivant le même chemin qu'à la montée. En outre, des cascades de glace offrent la possibilité de pratiquer l'escalade glaciaire en fonction des conditions.

### Randonnée
Le sentier de grande randonnée 4 traverse la montagne et suit la ligne de crête.